# Zgromadzenie Sióstr Benedyktynek Samarytanek Krzyża Chrystusowego
Zgromadzenie Sióstr Benedyktynek Samarytanek Krzyża Chrystusowego – zgromadzenie zakonne (habitowe), zwane benedyktynkami samarytankami lub samarytankami (skrót OSBSam), założone w 1926 w Warszawie przez s. Wincentę Jadwigę Jaroszewską. Charyzmatem  zgromadzenia jest wielbienie sprawiedliwości Bożej. W duchowości zgromadzenia dominują takie elementy, jak: pokuta, duch przebaczenia i miłość krzyża . Samarytanki realizują swój charyzmat wśród osób dotkniętych niepełnosprawnością intelektualną, zepchniętych na margines społeczny i zagubionych moralnie . Dewizą zgromadzenia są słowa z 1 Listu św. Jana: „Deus caritas est”, tzn. Bóg jest miłością (1 J 4,8).

## Historia zgromadzenia

Czcigodna Służebnica Boża s. Wincenta Jadwiga Jaroszewska – założycielka Zgromadzenia Sióstr Benedyktynek Samarytanek Krzyża Chrystusowego

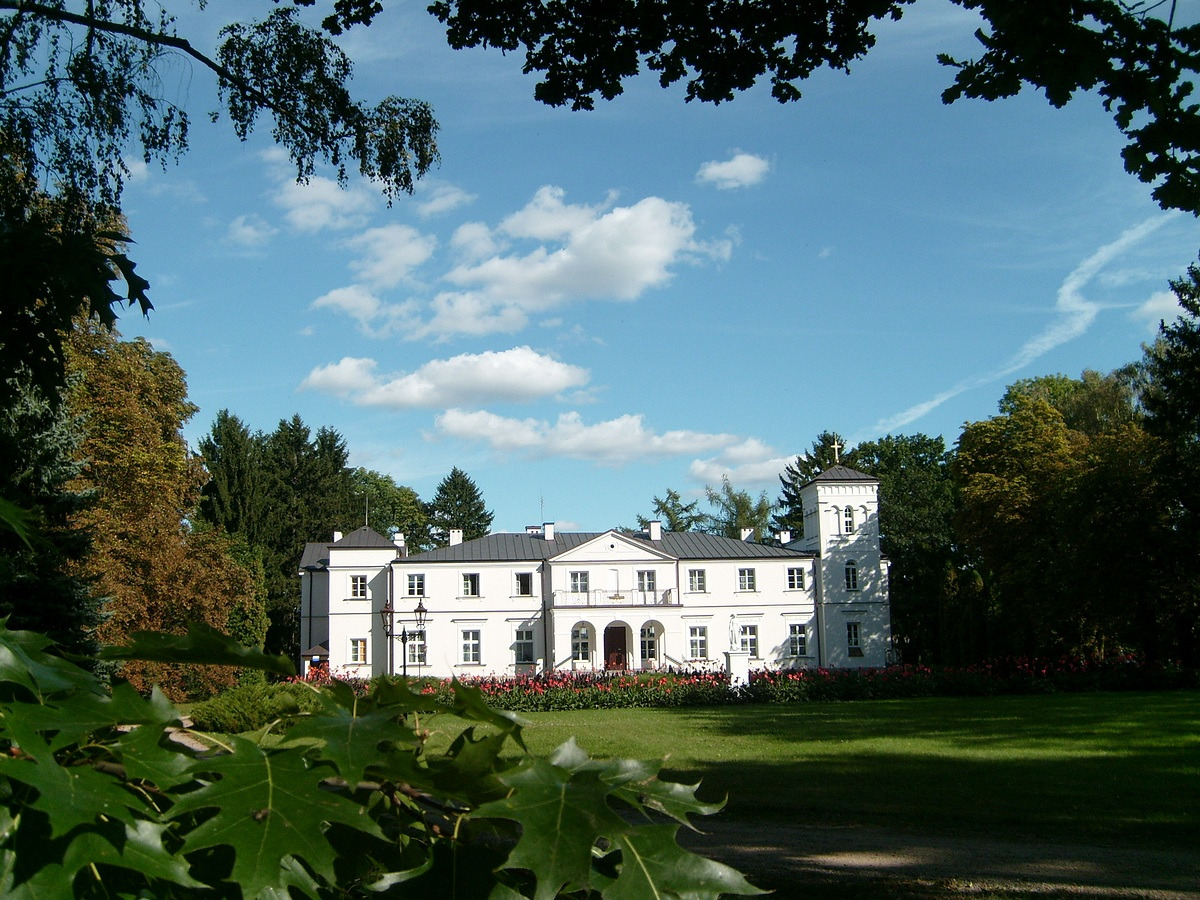
Dom generalny benedyktynek samarytanek w Niegowie - Samarii

6 stycznia 1926, Jadwiga Jaroszewska podjęła samodzielną pracę w szpitalu św. Łazarza w Warszawie, przy ul. Książęcej 2 . Dzień ten przyjmuje się jako datę powstania zgromadzenia. Została zatrudniona jako ochotniczka na próbę za jedną rację żywnościową, bez wynagrodzenia na nieistniejącym etacie dozorczyni chorych. Swoją pracę zaczęła na tzw. Ogóle, tzn. na najtrudniejszym oddziale dla prostytutek przymusowo leczonych.     

Obejmując nowe obowiązki, miała gotowy plan pracy: należało odizolować młode dziewczęta od zawodowych ulicznic i zapobiegać werbunkowi do domów nierządu. W szpitalu bowiem jedna drugą uświadamiała, zapoznawała z właścicielkami domów nierządu i tak, młoda niezdemoralizowana jeszcze dziewczyna zostawała wciągana w życie uliczne.

Bardzo szybko zaczęły do niej dołączać kolejne współtowarzyszki. W stosunku do władz szpitala występowała już jako przełożona zgromadzenia, w ciągu kilku dni gromadząc siedem osób pragnących prowadzić życie zakonne. 6 stycznia 1928 złożyła prywatne śluby zakonne na ręce ks. prof. Jana Adameckiego. Z końcem 1927 było dwadzieścia kandydatek, a z końcem 1928 roku czterdzieści osiem kandydatek do życia zakonnego. Zgromadzenie początkowo funkcjonowało jako świeckie Stowarzyszenie „Samarytanki”, którego statut – w dniu 13 marca 1926 – został zatwierdzony przez Ministerstwo Pracy i Opieki Społecznej. Odtąd stowarzyszenie posiadało osobowość prawną i możliwość działania na terenie całej Polski. Zgodnie ze statutem stowarzyszenia „Samarytanki” - jego celem było szerzenie Królestwa Bożego, nie tylko przez doskonałe wypełnianie ślubów czystości, ubóstwa i posłuszeństwa, ale również przez opiekowanie się chorymi w szpitalach epidemicznych, skórno-wenerycznych, oraz urządzanie sal zajęć i domów pracy .  
Od 1925 Zgromadzenie prowadziło w podwarszawskim Henrykowie (dzisiaj w dzielnicy Białołęka) przy ul. Modlińskiej 257 Zakład dla Upadłych Dziewcząt „Przystań”, kierowany pierwotnie przez Jadwigę Jaroszewską, a później przez s. Benignę Umińską.
23 sierpnia 1930 kard. Aleksander Kakowski erygował Stowarzyszenie Sióstr Samarytanek Krzyża Chrystusowego, jako pobożne stowarzyszenie (łac. Pia asociacio), przez co otrzymało ono kościelną osobowość prawną. Za sprawą dekretu milcząco zostały zatwierdzone konstytucje samarytanek ułożone dla osób prowadzących życie zakonne, uznana  została także zależność stowarzyszenia od władzy kościelnej. Uzyskano pozwolenie na prowadzenie życia wspólnego i używanie jednolitego stroju nawet poza domem stowarzyszenia. 
Samarytanki stały się stowarzyszeniem prowadzącym życie wspólne. Kuria Warszawska pozwalała na składanie ślubów, wyznaczała  spowiedników dla poszczególnych domów, uznawała kaplice sióstr, a po zatwierdzeniu stowarzyszenia samarytanek jako pobożnego stowarzyszenia, nakazała także odbycie kapituły generalnej . Podczas I kapituły generalnej w Karolinie, w dniu 20 października 1930, s. Wincentę Jadwigę Jaroszewską jednogłośnie wybrano pierwszą przełożoną generalną . Kapitule przewodniczył bp Stanisław Gall. Dzięki jego wstawiennictwu Kuria Warszawska zwróciła się do Stolicy Apostolskiej z prośbą o zatwierdzenie nowego zgromadzenia, w efekcie czego Stolica Apostolska poprosiła o obszerniejsze informacje o zgromadzeniu i nadesłanie jego konstytucji.
Późnym latem 1932 m. Wincenta przebywała najpierw na kuracji w Vichy, a potem zatrzymała się u benedyktynek w Jouarre, we Francji. Pobyt za granicą dał jej możliwość adaptowania duchowości benedyktyńskiej do możliwości zgromadzenia kontemplacyjno-czynnego. Uzyskała też duchową  afiliację do opactwa mniszek benedyktynek w Jouarre i do opactwa benedyktynów w La Pierre-qvi-Vire, we Francji. Po konsultacji z opatem Fulbertem Glories z La Pierre-qvi-Vire - osobiście przedstawiła zgromadzenie i jego konstytucje na kongresie opatów benedyktyńskich w Rzymie. Z pomocą opata prymasa, o. Fidelisa von Stozingena, założycielka samarytanek uzyskała aprobatę dla połączenia duchowości benedyktyńskiej z posługą na rzecz osób dotkniętych nędzą duchową. Opat prymas wyjednał w kongregacji dołączenie do nazwy zgromadzenia określenia: „benedyktynki”. 
Poczynania kurii warszawskiej, mające na celu zatwierdzenie samarytanek jako zgromadzenia zakonnego oraz starania m. Wincenty o udział w dobrach duchowych całego zakonu św. Benedykta zbiegły się w czasie. Dekret zatwierdzenia Zgromadzenia Sióstr Benedyktynek Samarytanek Krzyża Chrystusowego na prawie diecezjalnym wydał kard. Aleksander Kakowski, 8 grudnia 1932 . Po trzech miesiącach, w dniu św. Benedykta, 21 marca 1933 w Niegowie (Samarii) nastąpiło ogłoszenie erekcji zgromadzenia. Na ręce ks. Wacława Tyszki, delegata ks. kardynała Kakowskiego, m. Wincenta złożyła śluby wieczyste. Zgromadzenie liczyło wówczas prawie 100 sióstr.
Urzędowa agregacja do Konfederacji Rodzin Zakonnych św. Patriarchy Benedykta miała miejsce 14 stycznia 1965, gdy to stało się to możliwe prawnie . Zatwierdzenie zgromadzenia na prawie papieskim uzyskano 5 kwietnia 1974.

## Zarząd generalny zgromadzenia
XVII kapituła generalna obradująca w dniach 11–21 listopada 2021 w Niegowie dokonała następującego wyboru zarządu generalnego zgromadzenia: 
| Zarząd generalny Zgromadzenia Sióstr Benedyktynek Samarytanek Krzyża Chrystusowego |                      |                                   |
| Funkcja                                                                            | Funkcja              | Zakonnica                         |
| Przełożona generalna                                                               | Przełożona generalna | s. Anuncjata Elwira Zdunek        |
| Wikaria generalna                                                                  | I                    | s. Goretti Katarzyna Piotrkowska  |
| Radne generalne                                                                    | II                   | s. Lidia Cecylia Lewandowska      |
| Radne generalne                                                                    | III                  | s. Damaris Małgorzata Kałdowska   |
| Radne generalne                                                                    | IV                   | s. Benedykta Barbara Dobrzyniecka |
| Sekretarka generalna                                                               | Sekretarka generalna | s. Elia Gabriela Wierzchowska     |
| Ekonomka generalna                                                                 | Ekonomka generalna   | s. Gemma Danuta Banach            |

## Etapy i okresy formacji zakonnej w zgromadzeniu
- postulat (1 rok)[17] – czas zapoznania ze zgromadzeniem, formami pracy, modlitwy i życia wspólnotowego
- nowicjat (2 lata)[17] – rozpoczyna się obłóczynami, na których otrzymuje się strój zakonny oraz przyjmuje imię zakonne, a kończy się złożeniem uroczystych ślubów czasowych
- juniorat (6 lat)[17] – czas przygotowania do złożenia ślubów wieczystych i do prowadzenia życia zakonnego, apostolskiego i zawodowego w zgromadzeniu
- formacja permanentna[17] – rozpoczyna się uroczystym złożeniem ślubów wieczystych oraz pełnym uczestniczeniem w życiu wspólnoty zakonnej wedle obowiązującej konstytucji zakonnej i charyzmatu zgromadzenia

## Duchowość

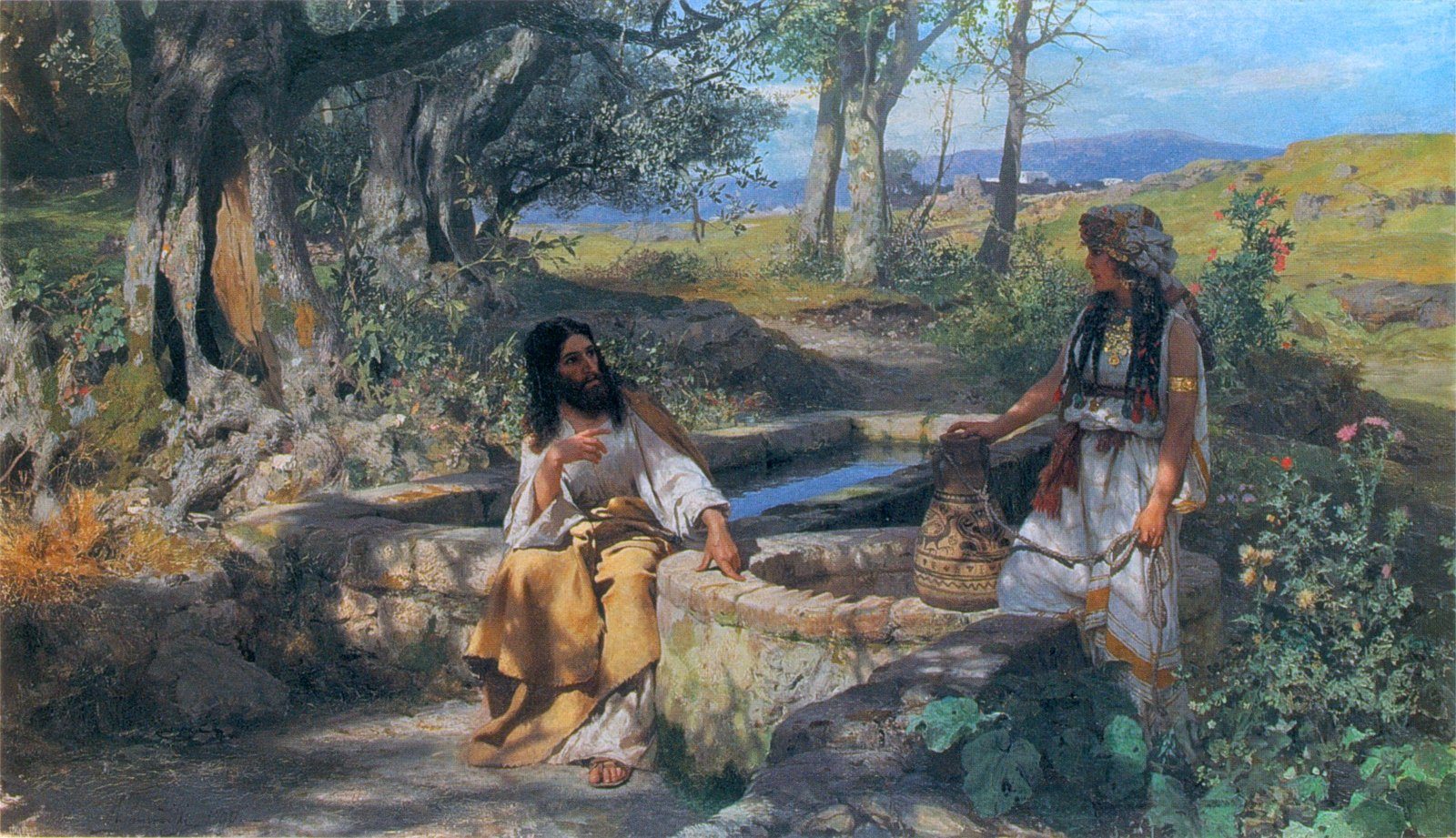
Chrystus i Samarytanka (1890) – obraz Henryka Siemiradzkiego

Duchowość zgromadzenia benedyktynek samarytanek opiera się na duchu Reguły św. Benedykta, ale zgromadzenie posiada specyficzne cechy duchowości, którymi są: 
- wielbienie Bożej sprawiedliwości
- czynny udział w odkupieńczej misji Chrystusa
- miłość krzyża i duch przebaczenia
- związanie życia z Matką Bożą Bolesną
- łączność życia jednostek i wspólnoty z liturgią kościoła[18]

Oryginalną cechą zgromadzenia jest wielbienie sprawiedliwości Bożej. 

Swe życie wewnętrzne i apostolstwo opiera siostra benedyktynka samarytanka na zaleceniu świętego Patriarchy: quarere Deum. Szuka Boga w duszy własnej i w duszach bliźnich. Wraca do Boga przez trud posłuszeństwa, przez pokutę rozumianą jako wewnętrzna przemiana całej istoty, a za wzór ma ewangeliczną samarytankę. I do siostry benedyktynki samarytanki jak ongiś przy studni mówi Chrystus: <<Daj mi pić>>. Żąda ochłody, współpracy przy zdobywaniu dusz, szuka pomocy w szukaniu tej setnej zagubionej owcy, droższej niż pozostała w bezpiecznym miejscu reszta.

## Apostolstwo
Zakres prac, jakich podejmowało się zgromadzenie, nakreślały pierwsze zatwierdzone konstytucje z 1932 .

Zgromadzenie będzie wychowywać, kształcić dzieci, młodzież, sieroty, kaleki, umysłowo upośledzone i moralnie zaniedbane; roztoczy opiekę nad więźniami i ich rodziną, opiekować się będzie chorymi obojga płci w szpitalach dla trędowatych, umysłowo chorych, epidemicznych, skórno-wenerycznych (w tych ostatnich Siostry nie będą się zajmowały opieką kliniczną. Prowadzić zaś będą tylko wychowanie, gospodarstwo i nauczanie rzemiosł); ułatwiać będzie jednostkom prowadzenie rekolekcyj.

Mimo że pierwotna wizja apostolska była szeroka, to obecnie samarytanki pracują głównie na rzecz osób z niepełnosprawnością intelektualną, samotnych matek i osób zepchniętych poza margines życia społecznego. Do zadań zgromadzenia należą także opieka nad dziećmi i młodzieżą zaniedbaną, nad więźniami i ich rodzinami . Podejmują pracę w Polsce i w Homlu na Białorusi. Siostry łączą pracę apostolską z benedyktyńską modlitwą liturgiczną.  
Podstawą organizacji placówek wychowawczych zgromadzenia jest tzw. system rodzinkowy. Swoje źródło system czerpie z doświadczeń wychowawczych wypracowanych w domu dla chłopców w Karolinie w latach 1928–1931. Był to czas wysiłków wychowawczych, podejmowania prób i weryfikowania intuicji w doborze metod pracy z chłopcami w różnym wieku, o różnym stopniu niepełnosprawności intelektualnej i nieprzystosowania społecznego. System wypracowany w Karolinie był potem przeszczepiany do innych domów zgromadzenia i dostosowywany do miejscowych warunków. Zdaniem Mariana Kaniora, system rodzinkowy (w omawianym ujęciu) został zapożyczony przez zgromadzenie benedyktynek misjonarek.

### System rodzinkowy
Jest to system przeznaczony głównie dla dzieci, ale i dla osób dorosłych z niepełnosprawnością intelektualną, mający im zapewnić poczucie bezpieczeństwa i klimat domu rodzinnego . Do cech charakterystycznych systemu rodzinkowego, w ujęciu s. Jadwigi Jaroszewskiej, należą: 
- zapewnienie podmiotowości[25][26]
- dobór dzieci w środowisku opieki instytucjonalnej wg stopnia ich niepełnosprawności[24]
- życie zorganizowane w mniejszych grupach, zwanych „rodzinkami” oraz własna, wydzielona przestrzeń
- wspólne przeżywanie świąt, urodzin, imienin; obchodzenie dnia świętego patrona „rodzinki”[27][28]
- wzajemna pomoc według umiejętności i talentów każdego oraz wychowywanie przez pracę (spełnianie drobnych obowiązków), co podnosi poczucie sprawstwa i zaspokaja potrzebę współuczestnictwa[25].
- dawanie poczucia bezpieczeństwa, poczucia stabilizacji oraz zaspokajanie poczucia przynależności[26]
- uczenie i utrwalanie umiejętności społecznych i samoobsługowych w codziennym, zwyczajnym życiu[18]
- zaspokajanie nie tylko potrzeb bytowych, socjalnych, czy medycznych, ale również religijnych[28] .

System rodzinkowy ma na celu stworzenie dzieciom domu, zespolonego więzami serdecznej miłości i przyjaźni. Zadaniem opiekunów w tym systemie wychowawczym jest ofiarowanie dziecku osobistej uwagi i ciepła – ważne jest nie tylko danie mu „kawałka chleba”, jak mówiła s. Wincenta. Wczucie się w radości i smutki dziecka, poznanie go – jest drogą do maksymalnego rozwoju dziecka.   

Społeczność ta podzielona na grupy rodzinne, zachowuje wszystkie cechy rodziny w społeczeństwie i unika często ujemnych skutków internatowego wychowania (...) System tutejszy pobudza wychowanków do twórczej ambicji, do współzawodnictwa pomiędzy rodzinkami, do solidarności ze „swymi”, do poszanowania cudzej własności, wreszcie gościnności. Na przyjęcia urządzane w dni świąteczne przez jedne rodzinki dla innych, chciałoby się zaprosić wszystkich, biadających nad brakiem gościnności.

Od pierwszych lat istnienia systemu przez określenie: „rodzinka” rozumiano nie tylko pewną przestrzeń, ale też grupę osób: kilkanaścioro wychowanków wraz z siostrą . Rodzinkę stanowią zarówno podopieczni, jak i opiekunowie.  
W przeciwieństwie do koncepcji Józefa Babickiego, który w podobnym czasie i niezależnie od Jaroszewskiej, stworzył własną koncepcję systemu rodzinkowego, s. Wincenta, w podejmowaniu pracy z osobami niepełnosprawnymi intelektualnie była motywowana względami religijnymi. 

W dzieciach umysłowo upośledzonych, nawet o bardzo małej świadomości, szanujemy człowieczeństwo. Widzimy w nich dusze, które czystość otrzymaną na chrzcie świętym zatrzymują na całe życie (...) Mamy je kochać. Są one bowiem jak Cyrenejczyk, dźwigający Krzyż Chrystusowy.

System rodzinkowy uwzględnia prawa wychowanków do  działania i pracy, własności, posiadania rodziny (przynajmniej w formie zastępczej).   
Według Wincenty Jadwigi Jaroszewskiej, opieka nad dziećmi niepełnosprawnymi jest specjalnie dostosowana do wypełniania charyzmatu zgromadzenia benedyktynek samarytanek, którym jest uwielbienie sprawiedliwości Bożej.

## Samarytanki na Woli (1944)

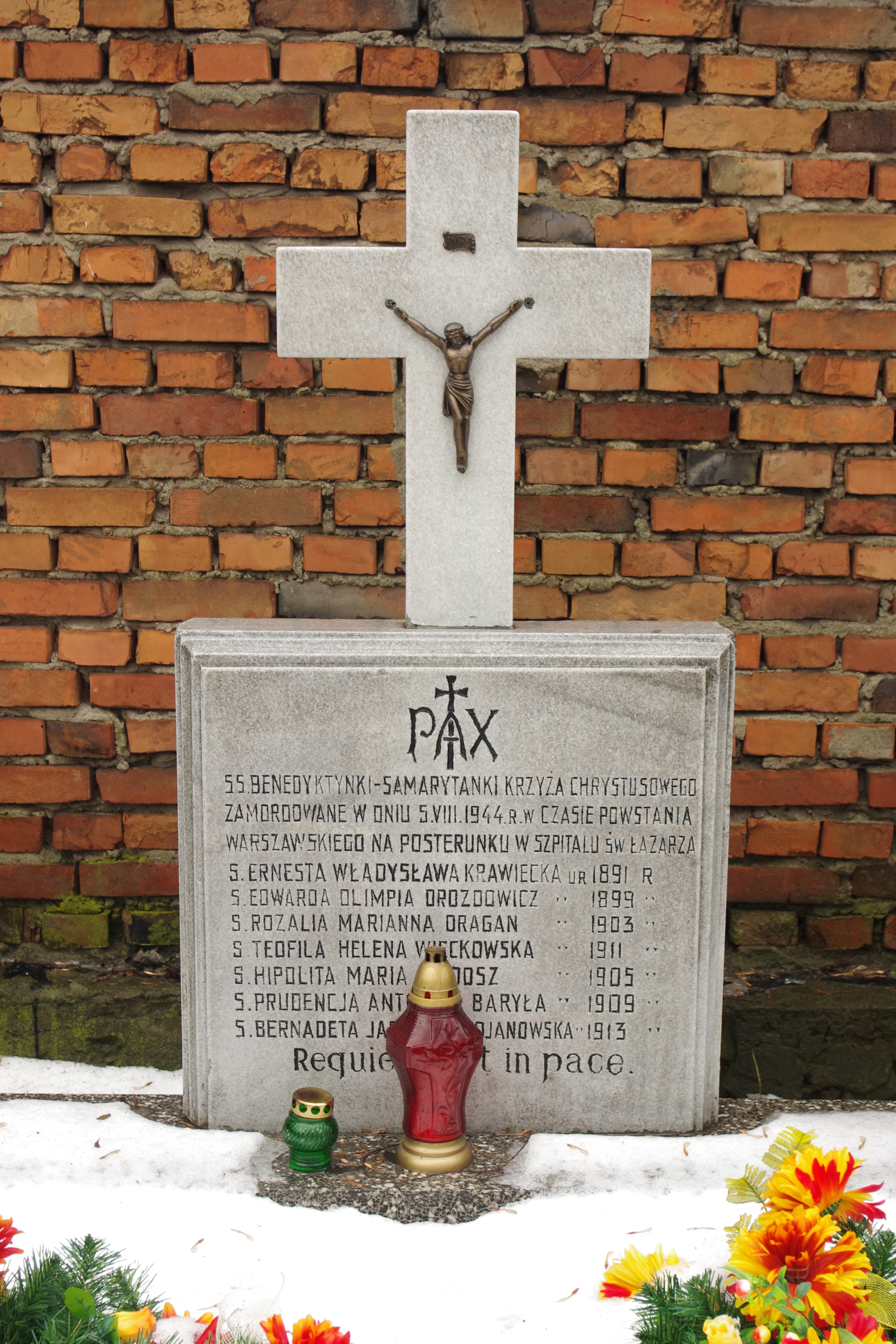
Grób Sióstr Benedyktynek Samarytanek na cmentarzu Wolskim w Warszawie

W piątym dniu Powstania Warszawskiego, 5 sierpnia 1944, Niemcy wymordowali m.in. personel i pacjentów Szpitala św. Łazarza. Mord ten wpisał się w „Rzeź Woli”, w której jednego dnia zginęło ok. 50 tys. cywili. Szpital ten od 1941 mieścił się w budynku przy zbiegu ulic Leszno i Karolkowej. Nieprzerwanie, od 1926, losy szpitala św. Łazarza na Woli dzieliły też pracujące w nim siostry benedyktynki samarytanki. Od 3 sierpnia 1944 szpital św. Łazarza został wzmocniony przez Armię Krajową, patrolem sanitarnym. W skład patrolu wchodziła pielęgniarka oraz czternaście harcerek z zastępu „Wody”, Drużyny im. Emilii Plater (w wieku od 15 do 18 lat).                         
W dniu 5 sierpnia na terenie szpitala przebywało osiemnaście sióstr. Siedem z nich zostało rozstrzelanych wraz z pacjentami i personelem szpitala św. Łazarza. Dwie z nich: s. Bernadetta (Jadwiga Trojanowska) i s. Prudencja (Antonina Baryła) były pacjentkami szpitala. Pierwsza z nich leżała z nogą w gipsie, druga przyjechała do Warszawy na kurację i zatrzymała się u współsióstr w zakładzie na Woli. Do zamordowanej siódemki należały także: s. Ernesta (Władysława Krawiecka),  s. Edwarda (Olimpia Drozdowicz), s. Rozalia (Marianna Dragan), s. Teofila (Helena Więckowska), s. Hipolita (Maria Radosz). Miejscem kaźni pomordowanych sióstr była ul. Wolska 18, a świadkiem rozstrzelania sióstr była jedyna ocalała harcerka z Drużyny im. Emilii Plater, Wanda Łokietek-Borzęcka.                          
Z jej wspomnień wynika, że samarytanki szły na rozstrzelanie odmawiając modlitwę „Pod Twoją obronę”. Pisząc swoje wspomnienia ponad dwadzieścia lat po powstaniu (1966), Borzęcka wymieniła jednak dziesięć, a nie siedem sióstr. Po II wojnie światowej  ekshumowane siostry benedyktynki samarytanki spoczęły na cmentarzu Wolskim w Warszawie.                         
Jedenaście sióstr samarytanek – wyprowadzonych osobno ze szpitala, ocaliło życie. Według jednej wersji, dzięki wstawiennictwu oficera niemieckiego, który uzyskał pomoc w powstańczym szpitalu; wg drugiej wersji: dzięki rozkazowi gen. Ericha von dem Bacha, który 5 sierpnia 1944 wieczorem wydał rozkaz ograniczający zabijanie tylko do mężczyzn. Ocalone siostry, przeszły przez obóz przejściowy Dulag 121 w Pruszkowie, a następnie trafiły na roboty przymusowe do III Rzeszy. Pracowały w miejscowości Neckarsulm koło Heilbronnu (Wittembergia). Wróciły do Polski dzięki interwencji księcia kard. Adama Stefana Sapiehy.
Do śmierci siedmiu sióstr samarytanek na Woli odniósł się papież Jan Paweł II w liście z okazji jubileuszu 75-lecia Zgromadzenia Sióstr Benedyktynek Samarytanek, obchodzonego w 2001.

 Wierne spuściźnie Założycielki, przez trzy ćwierćwiecza pełnicie to zadanie, pochylając się nad ludźmi, którzy zostali dotknięci przez nędzę materialną, zagubili się moralnie czy też zostali zepchnięci na margines życia społecznego. Czynicie to z gorliwością, w duchu ekspiacji za wszelkie zło, jakie może zrodzić się w sercu człowieka. To oddanie znalazło najbardziej wymowny wyraz w ofierze życia siedmiu sióstr zamordowanych przez hitlerowców, gdy podczas Powstania Warszawskiego trwały przy powierzonych im chorych w szpitalu św. Łazarza.

## Domy zakonne
| Domy zakonne Zgromadzenia Sióstr Benedyktynek Samarytanek Krzyża Chrystusowego |          |             |                                         |
| Lp.                                                                            | Państwo  | Miejscowość | Dom zakonny                             |
| 1.                                                                             | Białoruś | Homel       | Dom pw. Matki Bożej Bolesnej            |
| 2.                                                                             | Polska   | Bielawki    | Dom pw. Najświętszego Serca Pana Jezusa |
| 3.                                                                             | Polska   | Częstochowa | Dom pw. Matki Bożej Częstochowskiej     |
| 4.                                                                             | Polska   | Gaj         | Dom Szymona Cyrenejczyka (Fiszor)       |
| 5.                                                                             | Polska   | Gaj         | Dom św. Benedykta (Struga)              |
| 6.                                                                             | Polska   | Karwowo     | Dom pw. Chrystusa Króla Wszechświata    |
| 7.                                                                             | Polska   | Kościelisko | Dom pw. Pana Jezusa Miłosiernego        |
| 8.                                                                             | Polska   | Moryń       | Dom pw. Niepokalanego Poczęcia NMP      |
| 9.                                                                             | Polska   | Niegów      | Dom św. Scholastyki                     |
| 10.                                                                            | Polska   | Parchowo    | Dom pw. Niepokalanego Serca NMP         |
| 11.                                                                            | Polska   | Pruszków    | Dom św. Gertrudy                        |
| 12.                                                                            | Polska   | Pruszków    | Dom św. Maura i Placyda                 |